# Conchylia decorata
Conchylia decorata là một loài bướm đêm trong họ Geometridae.